# Kniaz Potemkin Tavricheski (couraçado)
O Kniaz Potemkin Tavricheski (Князь Потёмкин Таврический) foi um couraçado pré-dreadnought operado pela Marinha Imperial Russa. Sua construção começou em outubro de 1898 no Estaleiro do Almirantado Nikolaev e foi lançado ao mar em outubro de 1900, entrando em serviço na frota russa no início de 1905. Era armado com uma bateria principal composta por quatro canhões de 305 milímetros montados em duas torres de artilharia duplas, tinha um deslocamento de mais de treze mil toneladas e alcançava uma velocidade máxima de dezesseis nós.
A tripulação do Kniaz Potemkin Tavricheski se amotinou em junho de 1905 durante a revolução daquele ano, matando oito de seus oficiais, tomando controle do navio e buscando refúgio na Romênia, onde receberam asilo. A Marinha Imperial conseguiu retomar o couraçado depois disso e o renomeou rapidamente para Panteleimon (Пантелеймон). Pelos anos seguintes a embarcação ocupou-se de exercícios de rotina e teve uma carreira relativamente tranquila, marcada apenas por um incidente em que acabou encalhando no litoral da Romênia em outubro de 1911. 
A embarcação foi usada em diversas ações contra o Império Otomano após o início da Primeira Guerra Mundial, incluindo batalhas contra o cruzador de batalha Yavuz Sultan Selim. Foi relegado para deveres secundários em 1915 e, após a Revolução Russa, renomeado para Potemkin-Tavricheski (Потёмкин-Таврический) e depois Borets za Svobodu (Борец за Свободу). Foi tirado de serviço em março 1918 e capturado pelos alemães, sendo depois incapacitado pelos britânicos em 1919, abandonado pelo Movimento Branco em 1920 e desmontado pelos soviéticos em 1923.

## Desenvolvimento
Planejamentos começaram em 1895 para um novo couraçado que utilizaria a rampa de lançamento que ficaria disponível no Estaleiro do Almirantado Nikolaev no ano seguinte. O Estado-Maior Naval e o comandante da Frota do Mar Negro concordaram em um projeto cópia da Classe Peresvet, porém isto foi derrubado pelo general almirante grão-duque Aleixo Alexandrovich. Este decidiu que os menos poderosos canhões de 254 milímetros da Classe Peresvet não eram apropriados para os confins do Mar Negro, ordenando em vez disso um projeto de uma versão aprimorada do couraçado Tri Sviatitelia. Os melhoramentos incluíram um castelo de proa mais alto para melhorar as qualidades de navegabilidade, uso de blindagem cimentada Krupp e caldeiras Belleville. O processo de projeto foi complicado por várias alterações exigidas por diversos departamentos do Comitê Técnico Naval. O projeto foi finalmente aprovado em 12 de junho de 1897, porém alterações continuaram a ser feitas, o que atrasou o progresso da construção.

## Projeto

### Características

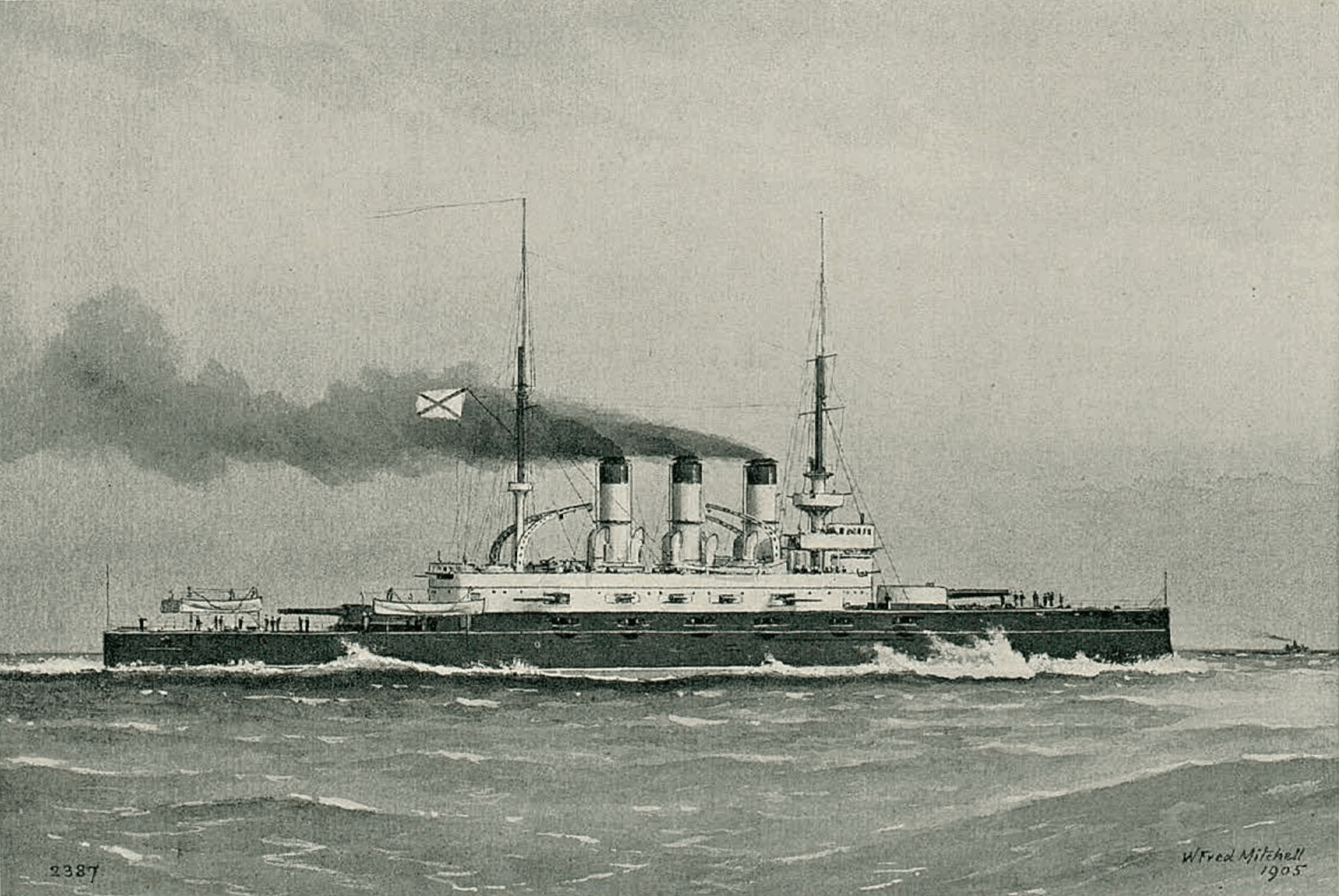
Ilustração do Kniaz Potemkin Tavricheski por William Mitchell em 1905

O Kniaz Potemkin Tavricheski tinha 113,2 metros de comprimento da linha de flutuação e 115,4 metros de comprimento de fora a fora. Tinha uma boca de 22,3 metros e um calado máximo de 8,2 metros. Seu deslocamento era de 13 100 toneladas, 420 toneladas a mais do que seu deslocamento projetado de 12 680 toneladas. Sua tripulação era composta por 26 oficiais e 705 marinheiros.
O sistema de propulsão consistia em dois motores verticais de tripla-expansão com três cilindros, cada um girando uma hélice. A potência total indicada era de 10 745 cavalos-vapor (7,9 mil quilowatts). O vapor necessário para os motores provinha de 22 caldeiras Belleville que funcionavam a uma pressão de quinze atmosferas (1 520 quilopascais). As oito caldeiras na sala das caldeiras de vante originalmente queimavam óleo combustível, enquanto as catorze restantes queimavam carvão. A embarcação alcançou uma velocidade máxima de 16,5 nós (30,6 quilômetros por hora) em 31 de outubro de 1903 durante seus testes marítimos. Um vazamento de óleo causou um incêndio sério em 2 de janeiro de 1904, fazendo com que a Marinha Imperial Russa convertesse todas as caldeiras que queimavam óleo para queimarem carvão também ao custo de vinte mil rublos. O couraçado podia carregar até 1,1 mil toneladas de carvão, o que proporcionava uma autonomia de 3,2 mil milhas náuticas (5,9 mil quilômetros) a uma velocidade de dez nós (dezenove quilômetros por hora).

### Armamento
A bateria principal consistia em quatro canhões calibre 40 de 305 milímetros em duas torres de artilharia duplas, uma à vante e outra à ré da superestrutura. As torres eram operadas eletricamente e seu projeto era uma modificação daquelas usadas na Classe Petropavlovsk. As armas tinham uma elevação máxima de quinze graus e sua cadência de tiro era lenta, sendo de um disparo a cada quatro minutos durante seus testes de artilharia. Disparavam um projétil de 337,7 quilogramas a uma velocidade de saída de 851 metros por segundo. A uma elevação de dez graus, tinham uma alcance de doze quilômetros. Cada canhão tinha um carregamento de sessenta projéteis.
A bateria secundária era composta por dezesseis canhões Canet Padrão 1891 de 152 milímetros montados em casamatas. Doze destes ficavam posicionadas nas laterais do casco, seis de cada lado, enquanto as quatro restantes ficavam localizadas nos cantos da superestrutura. Disparavam projéteis de 41,46 quilogramas a uma velocidade de saída de 792 metros por segundo. A uma elevação de vinte graus, tinham um alcance de 11,5 quilômetros. O navio armazenava 160 projéteis por canhão.
O navio também era armado com várias armas menores para combater barcos torpedeiros. Haviam catorze canhões Canet calibre 50 de 75 milímetros, quatro montados em embrasuras no casco e os restantes montados na superestrutura. Cada arma tinha um carregamento de trezentos projéteis. Elas disparavam projéteis de 4,9 quilogramas a uma velocidade de saída de 820 metros por segundo, tendo um alcance máximo de 6,5 quilômetros. Também tinha seis canhões Hotchkiss de 47 milímetros, quatro na gávea e dois na superestrutura. Disparavam projéteis de um quilograma a uma velocidade de saída de 430 metros por segundo. Dois canhões antiaéreos de 57 milímetros foram instalados na superestrutura em junho de 1915, sendo complementados no ano seguinte por dois canhões antiaéreos de 75 milímetros no alto das torres de artilharia.
O Kniaz Potemkin Tavricheski era equipado com cinco tubos de torpedo de 381 milímetros submersos, um na proa e dois em cada lateral. Cada tubo tinha um carregamento de três torpedos. O modelo de torpedo usado mudou com o passar do tempo, com o primeiro tipo utilizado tendo sido um M1904. Este tinha uma ogiva de setenta quilogramas e uma velocidade de 33 nós (61 quilômetros por hora), tendo um alcance máximo de oitocentos metros. Todos os tubos de torpedo foram removidos até fevereiro de 1916.
Miras telescópicas foram instaladas em 1907 para os canhões de 305 e 152 milímetros. Telêmetros de 2,5 metros foram instalados no ano seguinte. Os maquinários das torres de artilharia foram aprimorados em 1912 e os canhões modificados com o objetivo de aumentar a cadência de tiro para um disparo a cada quarenta segundos.

### Blindagem
O cinturão principal de blindagem era feito de aço cimentado Krupp e tinha uma espessura máxima de 229 milímetros, reduzindo-se para 203 milímetros na área dos depósitos de munição e 51 milímetros nas extremidades. Cobria 72,2 metros do comprimento do navio. O cinturão tinha 2,3 metros de altura, dos quais dois metros ficavam abaixo da linha de flutuação, com sua espessura reduzindo para 127 milímetros na extremidade inferior. A porção principal terminava em anteparas transversais de 178 milímetros.
Acima do cinturão havia uma camada de 152 milímetros de blindagem com 47,5 metros de comprimento, fechada à vante e ré por anteparas transversais de mesma espessura. A casamata superior da bateria secundária tinha laterais de 127 milímetros. As laterais das torres de artilharia tinham 254 milímetros, enquanto seus tetos tinham 51 milímetros. As laterais da torre de comando tinham 229 milímetros. O convés blindado era feito de aço-níquel e tinha 51 milímetros à meia-nau, aumentando para 64 milímetros na inclinação que o conectava ao cinturão principal. A espessura aumentava para 76 milímetros além da cidadela blindada em direção à proa e popa. Placas de 25 milímetros foram adicionadas entre 1910 e 1911, não se sabe exatamente onde, mas provavelmente foram usadas para ampliar a altura da camada de 51 milímetros nas extremidades.

## História
A construção do Kniaz Potemkin Tavricheski começou em 27 de dezembro de 1897 e seu batimento de quilha ocorreu em 10 de outubro de 1898 no Estaleiro do Almirantado Nikolaev em Nikolaev, na Gubernia de Kherson. Foi nomeado em homenagem ao príncipe Gregório Potemkin, um militar e político russo do século XVIII. O navio foi lançado ao mar em 9 de outubro de 1900 e transferido para Sebastopol em 4 de julho de 1902 a fim de passar pelo seu processo de equipagem. Ele iniciou seus testes marítimos em setembro de 1903 e estes continuaram intermitentemente até o início de 1905, quando suas torres de artilharia foram finalmente finalizadas.

### Motim
Muitos dos oficiais e marinheiros mais experientes da Frota do Mar Negro foram transferidos entre 1904 e 1905 para tripular navios no Oceano Pacífico durante a Guerra Russo-Japonesa com o objetivo de substituir as perdas. Isto deixou as unidades no Mar Negro manejadas principalmente com recrutas e oficiais menos capazes. Notícias da desastrosa derrota russa na Batalha de Tsushima em maio de 1905 derrubaram a moral da frota para o mais baixo que já esteve, com qualquer incidente por menor que fosse sendo suficiente para iniciar uma catástrofe. O Comitê Central da Organização Social Democrática da Frota do Mar Negro, se aproveitando da situação e da agitação causada pela Revolução Russa de 1905, iniciou preparativos para um motim simultâneo em todos os navios da frota, porém a data ainda não tinha sido decidida.

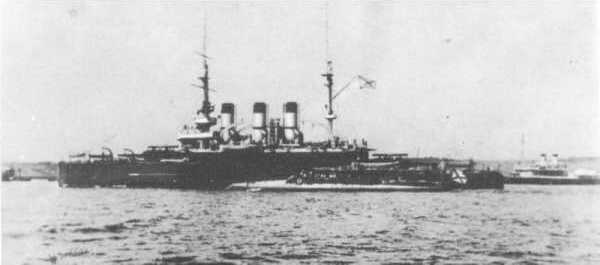
O Kniaz Potemkin Tavricheski junto com o Ismail em 1905

O couraçado estava realizando exercícios de artilharia em 27 de junho de 1905 próximo de Tendra Spit quando muitos marinheiros se recusaram a comer o borsch feito de carne podre infestada de larvas. A comida tinha sido trazida no dia anterior de fornecedores em terra, tendo sido considerada adequada pelo doutor Sergei Smirnov, o médico do navio, depois de exames superficiais.
Uma revolta começou quando o capitão de 2ª patente Ippolit Giliarovski, o segundo em comando do Kniaz Potemkin Tavricheski, supostamente ameaçou atirar em tripulantes que se recusassem a comer. Ele convocou o contingente de fuzileiros e também mandou que uma lona alcatroada fosse trazida para proteger o convés de qualquer sangue em uma tentativa de intimidar os marinheiros. Giliarovski foi morto depois que feriu mortalmente Grigori Vakulenchuk, um dos líderes do motim. Os amotinados mataram sete dos dezoito oficiais, incluindo Smirnov e o capitão de 1ª patente Evgeni Golikov, o oficial comandante da embarcação, também capturando o barco torpedeiro Ismail. Eles organizaram um comitê de 25 marinheiros para manejar o couraçado, liderado pelo quartel-mestre Afanasi Matushenko.

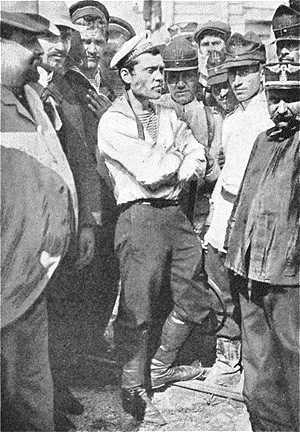
Afanasi Matushenko, o líder do motim

O comitê de marinheiros decidiu seguir para Odessa com uma bandeira vermelha hasteada, chegando na cidade durante a noite. Uma greve geral tinha sido convocada em Odessa e houve algumas confusões enquanto a polícia tentava subjugar os grevistas. Os amotinados se recusaram a enviar uma equipe de desembarque no dia seguinte para ajudar os grevistas revolucionários a tomarem a cidade, preferindo em vez disso aguardar a chegada de outros couraçados da Frota do Mar Negro. Os amotinados no mesmo dia capturaram o navio de transporte Vekha, que tinha acabado de chegar na cidade. Agitações continuaram e boa parte da área portuária foi destruída por um incêndio. O funeral de Vakulenchuk em 29 de junho se tornou uma manifestação política e o Exército Imperial Russo tentou emboscar os marinheiros no funeral. Em retaliação, o Kniaz Potemkin Tavricheski disparou dois projéteis de 152 milímetros contra um teatro onde uma reunião militar do alto-escalão ocorreria, porém errou os tiros.
O vice-almirante Grigori Chukhnin, o comandante da Frota do Mar Negro, enviou duas esquadras para Odessa com o objetivo de forçar os amotinados a se renderem ou afundar o couraçado. O Kniaz Potemkin Tavricheski partiu na manhã do dia 30 para se encontrar com o Tri Sviatitelia, Dvenadsat Apostolov e Georgii Pobedonosets da primeira esquadra, porém os navios legalistas se afastaram. A segunda esquadra chegou na mesma manhã com o Rostislav e Sinop, com o vice-almirante Alexander Krieger, o comandante interino da Frota do Mar Negro, ordenando que seus navios seguissem para Odessa. O Kniaz Potemkin Tavricheski partiu novamente e passou no meio das esquadras pois Krieger não deu ordem para abrir fogo. O Dvenadsat Apostolov tentou abalroar o Kniaz Potemkin Tavricheski e então detonar seus depósitos de munição, porém seus tripulantes impediram que seu capitão levasse o plano adiante. Krieger ordenou que seus navios recuassem, porém a tripulação do Georgii Pobedonosets se revoltou e se juntou ao motim.

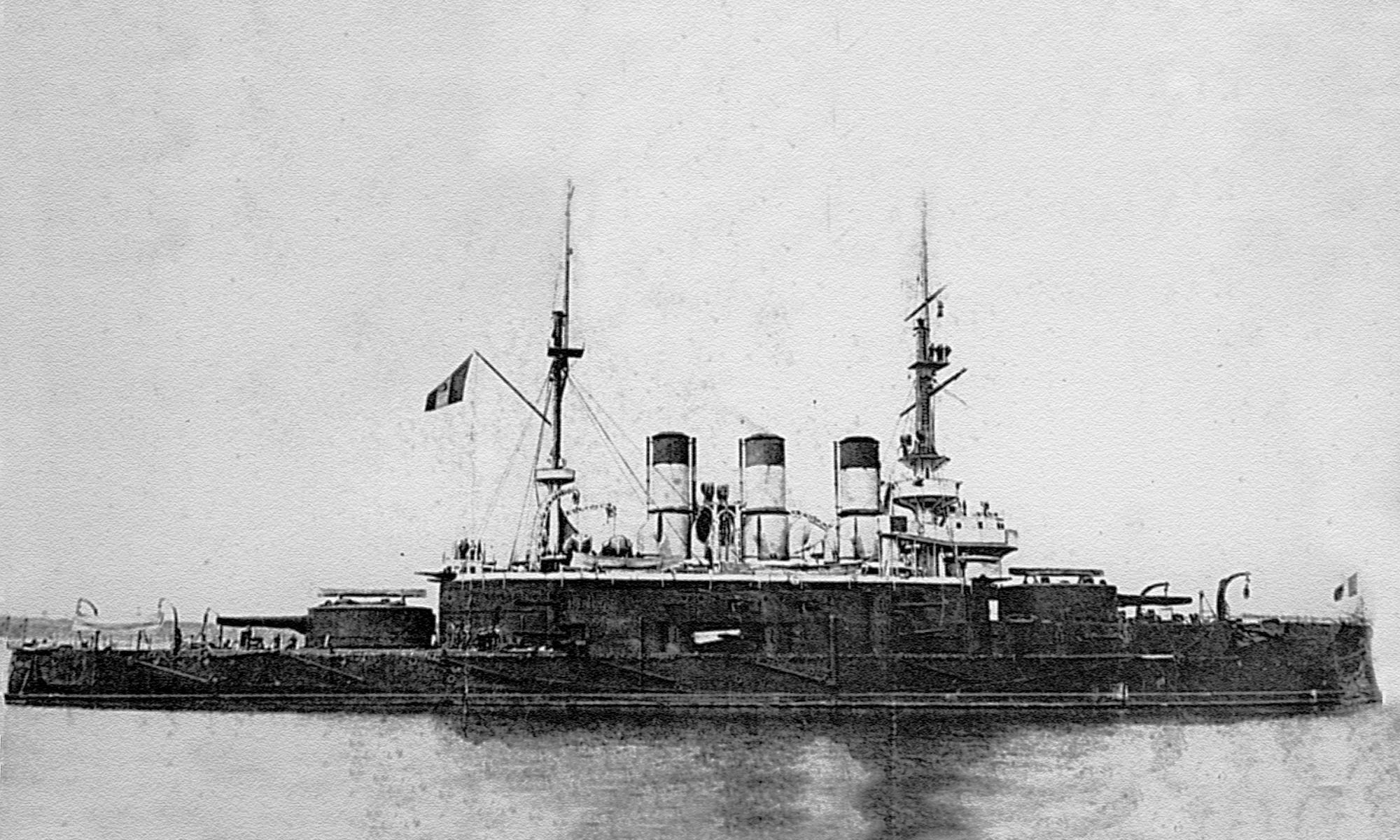
O Kniaz Potemkin Tavricheski em Constança com a bandeira romena hasteada no seu mastro principal

Tripulantes legalistas do Georgii Pobedonosets retomaram o controle do navio na manhã seguinte e o encalharam em Odessa. A tripulação do Kniaz Potemkin Tavricheski, junto com o Ismail, decidiram na mesma manhã navegar para Constança, na Romênia, onde poderiam reabastecer comida, água e carvão. Entretanto, os romenos se recusaram a reabastecer o couraçado, empregando o cruzador protegido NMS Elisabeta como proteção, assim o comitê decidiu navegar para o pequeno porto desprotegido de Teodósia, na Crimeia, onde esperavam poder reabastecer. Eles chegaram na manhã de 5 de julho, porém o governador da cidade aceitou apenas lhes dar comida. Os amotinados tentaram tomar várias barcas de carvão na manhã seguinte, porém a guarnição do porto os emboscou, matando ou capturando 22 dos trinta marinheiros envolvidos. Eles então decidiram na mesma tarde retornar para Constança.
O Kniaz Potemkin Tavricheski chegou ao seu destino na noite de 7 de julho e os romenos concordaram em conceder asilo aos tripulantes caso eles se desarmassem e entregassem o navio. A tripulação do Ismail decidiu na manhã seguinte voltar para Sebastopol e se entregar, porém os tripulantes do Kniaz Potemkin Tavricheski votaram para aceitar as condições dos romenos. O capitão Nicolae Negru, o comandante do porto de Constança, subiu a bordo ao meio-dia e hasteou a bandeira da Romênia, permitindo então que o couraçado entrasse no porto interno. Matushenko, antes que a tripulação desembarcasse, ordenou que válvulas fossem abertas para que a embarcação afundasse.

### Pré-guerra

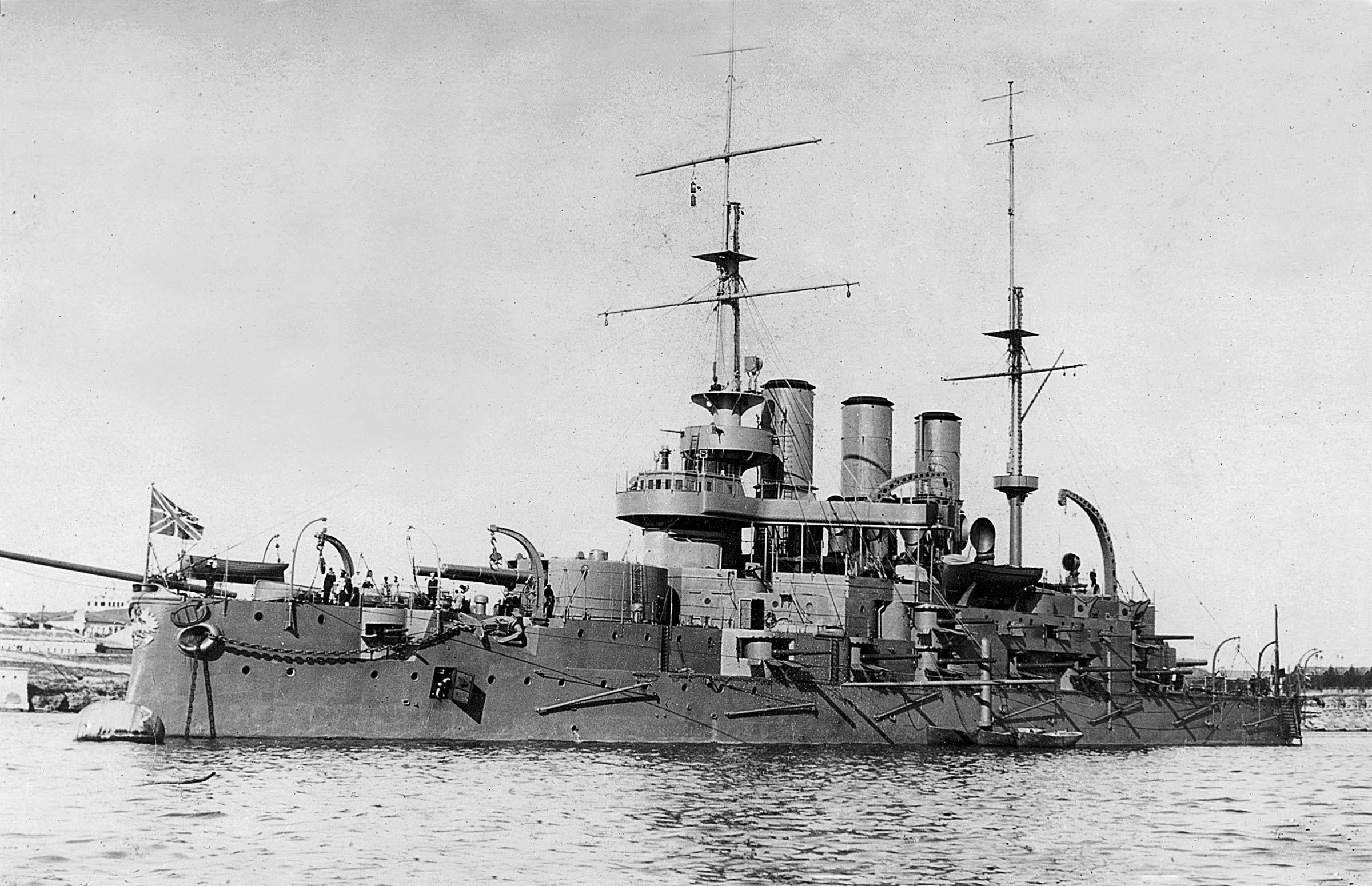
O Panteleimon c. 1906–1910

Oficiais russos chegaram em Constança na manhã de 9 de julho e descobriram que o Kniaz Potemkin Tavricheski estava semiafundado ainda com a bandeira romena hasteada. O governo romeno concordou em entregar o couraçado de volta depois de várias horas de negociações, com o estandarte naval russo sendo hasteado naquela tarde. Ele foi facilmente reflutuado, porém água salgada tinha danificado seus motores e caldeiras. O navio deixou Constança em 10 de julho e foi rebocado de volta para Sebastopol, onde chegou quatro dias depois. Foi renomeado em 12 de outubro para Panteleimon (Пантелеймон), em homenagem à São Pantaleão de Nicomédia. Alguns de seus tripulantes juntaram-se a um outro motim em novembro que tinha começado no cruzador protegido Ochakov, porém esta revolta foi rapidamente subjugada pois ambos os navios tinham sido previamente desarmados.
O couraçado recebeu em 1909 um equipamento de comunicação subaquático experimental. Ele retornou para Constança em 1911 a fim de fazer uma visita de rotina, porém acabou encalhando em um banco de areia em 2 de outubro junto com o couraçado Evstafi. Foram necessários vários dias para finalmente reflutua-lo e para que reparos temporários fossem realizados, porém a extensão total dos danos ao fundo do casco só foi sendo percebida depois de vários meses. O navio participou de exercícios de treinamento pelo restante do ano, com uma atenção especial sendo prestada para que nenhuma abertura danificada fosse deixada aberta durante exercícios de artilharia. Reparos permanentes ocorreram entre 10 de janeiro e 25 de abril de 1912 e envolveram a substituição das fundações das caldeiras, de placas e de várias armações de seu casco. A Marinha Imperial aproveitou este período para também reformar suas caldeiras e motores.

### Primeira Guerra
A Primeira Guerra Mundial começou em meados de 1914. O Panteleimon, a capitânia da 1ª Brigada de Couraçados, acompanhado dos couraçados Tri Sviatitelia, Evstafi e Ioann Zlatoust, deu cobertura ao couraçado Rostislav na manhã de 17 de novembro enquanto este bombardeava o porto otomano de Trebizonda. Eles foram interceptados no dia seguinte enquanto voltavam para Sebastopol pelo cruzador de batalha Yavuz Sultan Selim e pelo cruzador rápido Midilli, resultando na que ficou conhecida como Batalha do Cabo Saric. O clima no momento era enevoado e os dois lados inicialmente não se avistaram. A maioria dos couraçados russos abriram fogo e acertaram o Yavuz Sultan Selim uma única vez, porém o Panteleimon não atirou porque suas torres de artilharia não foram capazes de encontrar os otomanos antes que estes recuassem.

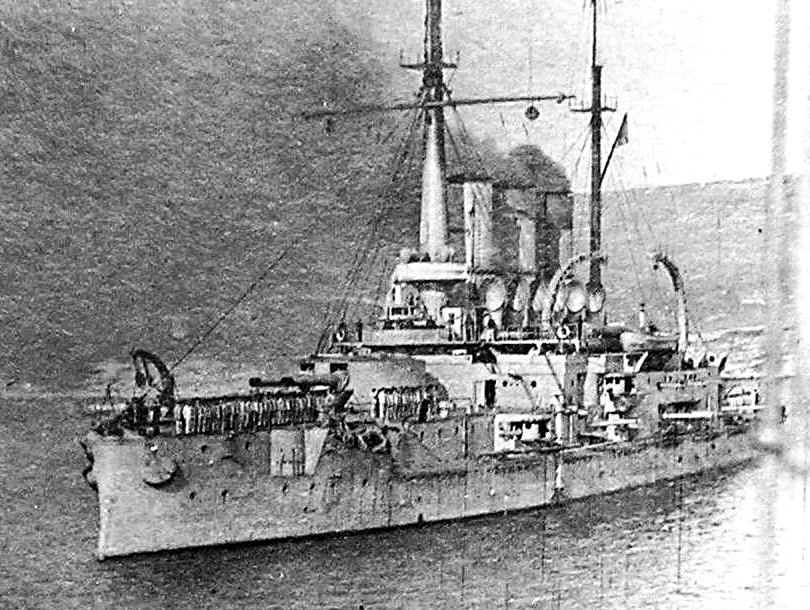
O Panteleimon c. 1915–1916

O Panteleimon, Evstafi e Ioann Zlatoust deram cobertura em 18 de março de 1915 para o Rostislav e Tri Sviatitelia, que realizaram uma operação de bombardeio contra fortificações otomanas no Bósforo, o primeiro de vários ataques que tinham a intenção de desviar tropas e atenção para longe da Campanha de Galípoli, porém os dois dispararam apenas 105 projéteis antes de retornarem para junto das escoltas. A mesma operação deveria ocorrer de novo no dia seguinte, mas foi prejudicada pela neblina. O Yavuz Sultan Selim e outros navios otomanos fizeram uma surtida contra Odessa em 3 de abril, com os couraçados russos partindo para interceptá-los. Os russos perseguiram o cruzador de batalha o dia inteiro, mas não conseguiram se aproximar até um alcance eficaz para seus canhões e foram forçados a encerrar a perseguição. O Rostislav e Tri Sviatitelia mais o Panteleimon bombardearam mais fortes otomanos em 2 e 3 de maio, disparando ao todo 337 projéteis de 305 milímetros e 528 projéteis de 152 milímetros entre os três couraçados.
O navio junto com o Tri Sviatitelia bombardeou outros fortes no Bósforo em 9 de maio, recebendo a cobertura dos demais couraçados. O Yavuz Sultan Selim interceptou a força de escolta, porém nenhum dos lados acertou o outro. O Panteleimon e Tri Sviatitelia retornaram para as escoltas e o primeiro conseguiu acertar o cruzador de batalha duas vezes antes deste encerrar o confronto. Os russos ainda o perseguiram por seis horas antes de desistirem. Todos os pré-dreadnoughts da Frota do Mar Negro foram transferidos para a 2ª Brigada de Couraçados em 1º de agosto, logo depois do mais poderoso dreadnought Imperatritsa Maria entrar em serviço. Este deu cobertura em 1º de outubro enquanto o Panteleimon e o Ioann Zlatoust bombardeavam Zonguldak e o Evstafi bombardeava Kozlu. O Panteleimon bombardeou Varna, na Bulgária, duas vezes ainda em outubro; durante o segundo, no dia 27, o navio entrou no porto e atacou sem sucesso dois submarinos alemães no local. O couraçado ajudou tropas na captura de Trebizonda no início de 1916, participando de uma varredura pelo litoral noroeste da Anatólia em janeiro de 1917 em busca de navios mercantes, destruindo 39 embarcações otomanas até o final da operação.

### Fim de serviço
A Revolução Russa começou em março de 1917 e o couraçado foi renomeado em 13 de abril para Potemkin-Tavricheski (Потёмкин-Таврический), porém logo em 11 de maio foi renomeado novamente, agora para Borets za Svobodu (Борец за Cвободу). Foi colocado na reserva em março de 1918 e dois meses depois capturado pelos alemães em Sebastopol, mas foi entregue aos Aliados em dezembro depois do Armistício. Os britânicos abandonaram a Crimeia e destruíram seus motores em 19 de abril de 1919 para que não fosse tomado pelo bolcheviques. O Borets za Svobodu acabou capturado pelos dois lados da Guerra Civil Russa, porém foi abandonado novamente em novembro de 1920 quando os Russos Brancos evacuaram a Crimeia. Os soviéticos começaram a desmontá-lo em 1923, porém só foi ser removido do registro naval em 21 de novembro de 1925.

## Legado

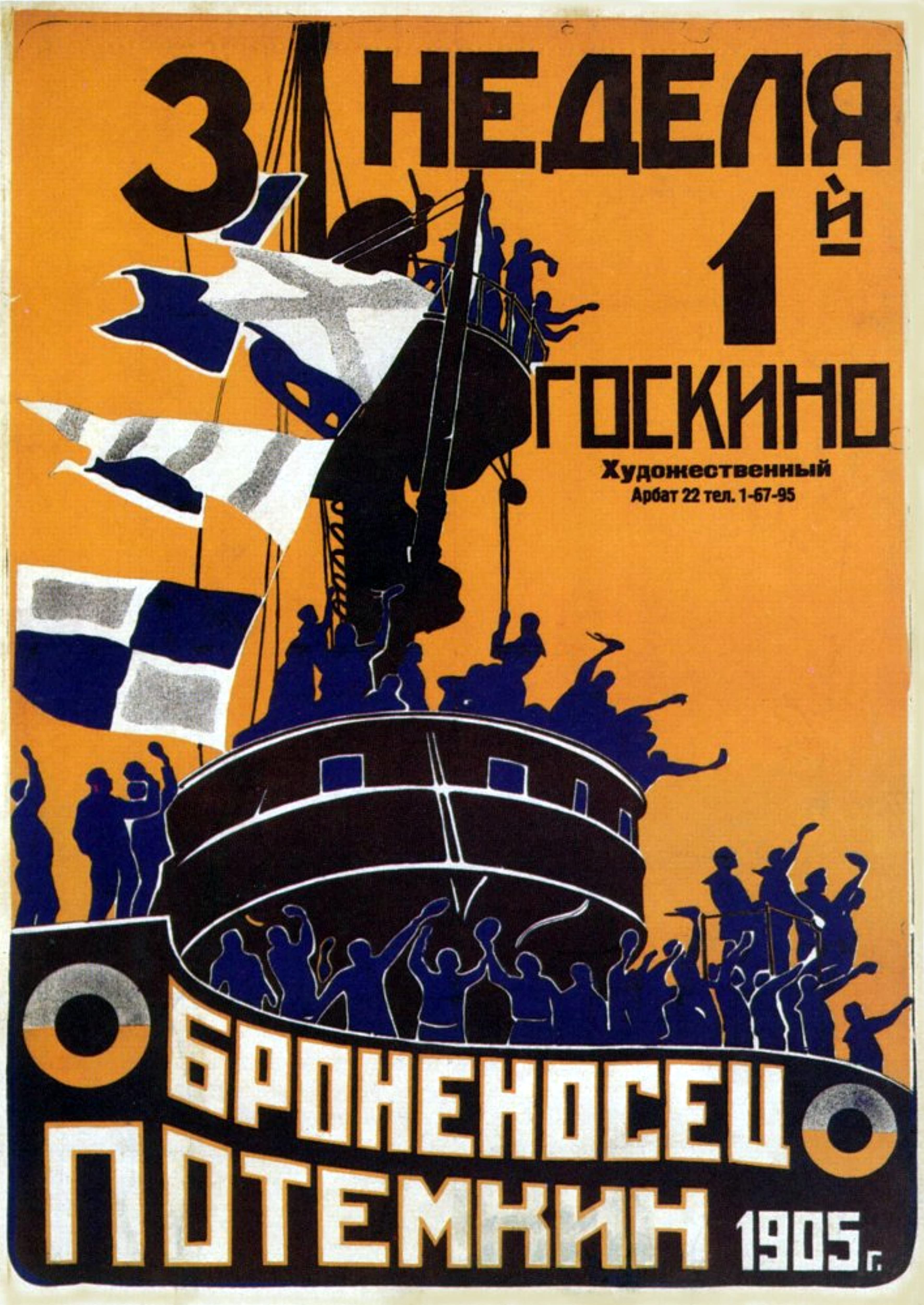
Pôster promovional de Bronenosets Potyomkin

Os efeitos imediatos do motim de 1905 a bordo do Kniaz Potemkin Tavricheski são difíceis de avaliar com precisão. Existe a possibilidade de que ele tenha influenciado de alguma forma as decisões do imperador Nicolau II de encerrar a Guerra Russo-Japonesa e aceitar o Manifesto de Outubro, pois o motim demonstrou que seu regime não tinha mais a lealdade inquestionável das forças armadas. O fracasso do motim não impediu que outros revolucionários incitassem outros motins ainda no mesmo ano. Vladimir Lenin chegou a afirmar que a Revolução Russa de 1905, incluindo o motim do Kniaz Potemkin Tavricheski, foi um "ensaio" para a Revolução Russa de 1917. Os comunistas tomaram o incidente como um símbolo de propaganda para seu partido e enfatizaram indevidamente seu papel no motim. Na verdade, Matushenko explicitamente rejeitou os bolcheviques porque ele e os outros líderes da revolta eram socialistas de algum tipo e não se importavam com o comunismo.
O primeiro filme a representar os eventos do motim foi o francês La Révolution en Russie do mesmo ano de 1905, dirigido por Lucien Nonguet. Entretanto, o motim foi retratado de forma mais famosa no soviético Bronenosets Potyomkin de 1925, dirigido por Serguei Eisenstein. Ele foi filmado apenas alguns anos depois da vitória bolchevique na Guerra Civil Russa, com o abandonado Dvenadsat Apostolov servindo de locação para representar o Kniaz Potemkin Tavricheski. Eisenstein retratou o motim como um predecessor da Revolução de Outubro de 1917 que levou os bolcheviques ao poder, enfatizando seu papel e deixando implícito que o motim falhou porque Matushenko e os outros líderes não eram bolcheviques melhores. Eisenstein fez outras alterações com o objetivo de dramatizar mais a história, incluindo ignorar o grande incêndio no porto de Odessa enquanto o couraçado estava atracado no local, combinar diferentes incidentes de manifestantes e soldados se enfrentando em uma única sequência nas Escadarias de Odessa que acabaria por ficar famosa e mostrando uma lona sendo jogada por cima dos marinheiros que seriam executados.
Eisenstein, seguindo a doutrina marxista de que a história é feita pela ação coletiva e não pela ação de indivíduos, resolveu não destacar uma única pessoa no filme, focando-se em vez disso no chamado "protagonista em massa". Os críticos cinematográficos soviéticos da época elogiaram essa nova abordagem, com o dramaturgo Adrian Piotrovski escrevendo que em Bronenosets Potyomkin "não há estrelas de cinema, mas um filme cheio de tipos da vida real", enquanto o crítico teatral Alexei Gvozdev disse que no longa "não há um herói individual como havia no teatro antigo. É a massa que age: o couraçado e seus marinheiros e a cidade e sua população e clima revolucionário".